# 劉霞 (作家)

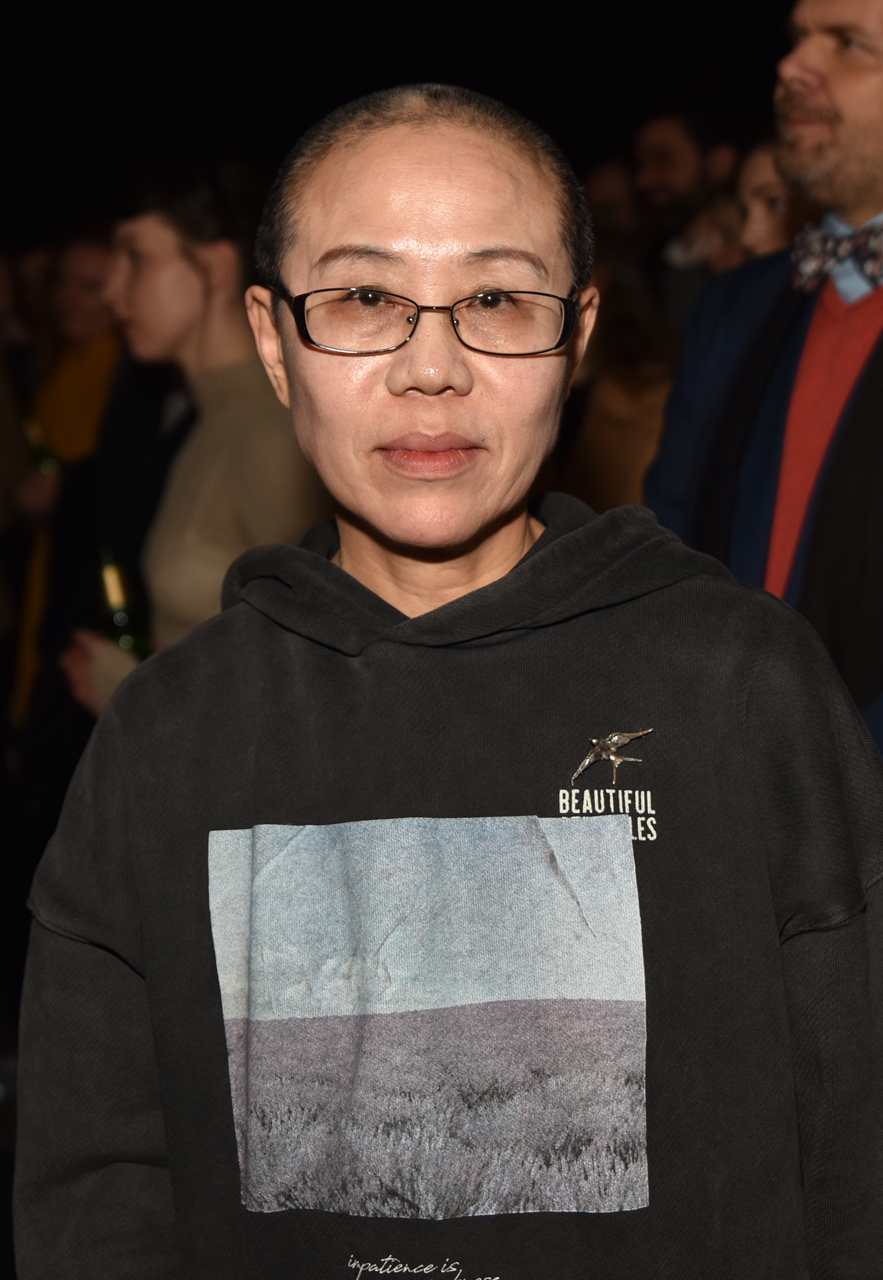
劉霞 （2024年）

劉霞（りゅうか、Liu Xia リウ・シア、1961年4月1日 - ）は、中華人民共和国の詩人・画家・写真家。ノーベル平和賞を受賞した民主活動家である劉暁波の妻。
中国政府によって自宅軟禁されている。2018年7月10日、8年に渡る軟禁生活から解放され、ドイツに出国した。

## 来歴
- 1961年4月1日、北京に生まれる。

## 邦訳
- 『毒薬』劉燕子・田島安江訳、書肆侃侃房、2018年